# Karbonil reduktaza (NADPH)
Karbonil reduktaza (NADPH) (EC 1.1.1.184, aldehid reduktaza 1, prostaglandin 9-ketoreduktaza, ksenobiotik keton reduktaza, NADPH-zavisna karbonilna reduktaza, ALR3, karbonilna reduktaza, nespecifična NADPH-zavisna karbonilna reduktaza, karbonilna reduktaza (NADPH2)) je enzim sa sistematskim imenom sekundarni-alkohol:NADP+ oksidoreduktaza. Ovaj enzim katalizuje sledeću hemijsku reakciju
+
Ovaj enzim deluje na širok opseg karbonilnih jedinjenja, uključujući hinone, aromatične aldehide, ketoaldehide, daunorubicin i prostaglandine E and F, redukujući ih do korespondirajućih alkohola. On je B-specifičan u pogledu NADPH (cf. EC 1.1.1.2, alkohol dehidrogenaza (NADP+)).

## Literatura
- Nicholas C. Price; Lewis Stevens (1999). Fundamentals of Enzymology: The Cell and Molecular Biology of Catalytic Proteins (Third изд.). USA: Oxford University Press. ISBN 019850229X.
- Eric J. Toone (2006). Advances in Enzymology and Related Areas of Molecular Biology, Protein Evolution (Volume 75 изд.). Wiley-Interscience. ISBN 0471205036.
- Branden C; Tooze J. Introduction to Protein Structure. New York, NY: Garland Publishing. ISBN 0-8153-2305-0.
- Irwin H. Segel. Enzyme Kinetics: Behavior and Analysis of Rapid Equilibrium and Steady-State Enzyme Systems (Book 44 изд.). Wiley Classics Library. ISBN 0471303097.

## Spoljašnje veze
- Carbonyl+reductase+(NADPH) на 